# Serie Honda CX
La serie de motocicletas Honda CX fue una serie de motocicletas que fueron producidas por Honda desde finales de los 1970s hasta mediados de los 1980s con una cantidad de tecnologías compartidas como el diseño del motor, eje de transmisión, enfriamiento, tipo de carburadores, etc.

## Historia
La serie de motocicletas Honda CX, incluyendo las variantes GL500 y GL650, fueron desarrolladas y distribuidas por Honda a finales de los 1970s, siendo la producción terminada en la mayoría de los mercados para mediados de los 1980s. El diseño incluía características innovadoras y tecnologías que no eran comunes o usadas en aquellos tiempos como enfriamiento por líquido, arranque exclusivamente eléctrico, eje cardán, ruedas modulares, y carburadores dobles en V (llamados tipo VT) ajustados para bajas emisiones. La ignición electrónica estaba separada del resto del sistema eléctrico, permitiendo el arranque por un pequeño empujón en caso de fallo eléctrico del resto del sistema.
En 1981 Honda lanzó la GL500 Silver Wing, la cual era una motocicleta tipo turismo de tamaño mediano con motor basado en el de la CX500. El motor de la GL500 era similar al de la CX500, pero usaba un sistema más fiable de ignición a transistores, lo cual significó que el estator del generador tuviera solo bobinas de carga que a su vez implicó mayor corriente para luces y otros dispositivos comunes en las motocicletas de turismo. La GL500 también usó el sistema de suspensión trasera Pro-Link monoshock de Honda y estaba disponible para la versión naked o la Interstate que era carenada. La Interstate incluía un gran carenado de fábrica, grandes alforjas rígidas y cajuela. Esto hacía que la Silver Wing se viera como una Gold Wing GL1100 Interstate en miniatura. El modelo 1981 tenía una pequeña cajuela en la cola, que fue reemplazada con una gran cajuela en 1982. La cajuela era reemplazada con un asiento trasero ya que con cajuela no tenía lugar para el pasajero aunque se comercializó un adaptador para tener un asiento de pasajero además de la cajuela.
En 1983 the GL500 fue actualizada cambiándose su nombre a GL650 con motor de 650cc. Aparte del motor de mayor capacidad, la GL650 tenía un carenado ligeramente diferente, agarraderas más grandes que las de la GL500, y con partes del motor pintadas de negro. La economía del combustible también mejoró ya que las relaciones de cambios eran menores y el ventilador mecánico fue sustituido por un ventilador eléctrico.
Las Silver Wings fueron descontinuadas después del modelo de 1983.   Una sobreproducción del modelo de 1982 hizo que no se vendiera el inventario de modo que algunas motocicletas de 1982 se siguieran vendiendo hasta 1984. Esas motocicletas se deben considerar modelo 1982 aunque por error se les consideren de 1983 o 1984.

## Tren motor

### Motor
La serie CX tiene un cigüeñal alineado a lo largo del eje longitudinal de la motocicleta, similar a las configuraciones de las motos Guzzi.  Pero en contra de un motor "bóxer", los cilindros sobresalen a un ángulo de encima de la horizontal. El ángulo entre los cilindros de la CX es de 80°, y las cabezas del motor tienen una inclinación sobre la horizontal de 22º de modo que los tubos de entrada al pistón no interfieren con las piernas del motociclista. Un cigüeñal en la base de la V entre los cilindros. Aunque Honda normalmente prefiere los motores con cabeza sobre el árbol de levas, la cabeza a 22° necesitaba el uso de varillas cortas y fuertes para tener 4 válvulas por cilindro, con balancines forjados para las varillas. La transmisión de 5 velocidades está localizada debajo del cigüeñal, con ambos dentro de una misma caja, una disposición que mantiene el motor corto, pero un poco alto. El motor tiene una compresión de 10.0:1 tiene la línea en rojo desde las 9,650 rpms. Igual que con la Honda Gold Wing, la transmisión gira contra la rotación del cigüeñal para ayudar a contrarrestar el par-motor en la aceleración, y que no ocurra el giro hacia un lado al acelerar o frenar el motor.
La CX fue la primera motocicleta con motor V2 que Honda construyó. Fue diseñada inicialmente con 90°. Honda construyó el prototipo CX350 pero nunca lo vendió al público. En esa versión las cabezas de los cilindros no estaban a 22°.

### Transmisión
La transmisión final es a través de un eje y cardán.  Ese eje de transmisión está encapsulado y estriado. El eje tiene un piñón a 90° unido a la rueda por una unión amortiguada que absorbe los golpes y vibraciones. El conjunto de piñón está encapsulado porque está en un baño de aceite y un sello de grasa los aísla de la unión amortiguada.

### Ruedas
Las ruedas ComStar combinan la flexibilidad de rines de rayos y la confiabilidad de las llantas sin cámara. Honda había introducido las ruedas Com-Star un año antes en las motocicletas B250T/400T Dream y también en las CB750F2 y GL1000 Gold Wing, aunque entonces tenían rines estándar que exigían cámara para poder usarse.

## Chasis
Las versiones iniciales tenían suspensión convencional, consistiendo eso en horquillas telescópicas hidráulicas adelante y doble amortiguador hidráulico atrás. Versiones posteriores tenían horquillas de aire adelante y la suspensión de "monoshock" Pro-Link atrás. Las motocicletas de la serie para el mercado de EE. UU. (con excepción de las GL500I, GL650I y las Turbo) estaban equipadas con un freno de disco único adelante mientras que las de los demás países tenían doble disco. Aparte del modelo simple CX500B, los modelos deportivos posteriores a 1980 tenían actuadores de doble pistón en cada disco reemplazando los de pistón sencillo de los modelos anteriores. Para los modelos Turbo y Eurosport el freno posterior de tambor fue reemplazado por disco sencillo con actuador de pistón doble.
En todos los modelos se usaba tubo de acero para el cuadro y el motor se usaba en la estructura para aumentar la rigidez de la moto. Los modelos con doble amortiguador trasero usaban columna de tubo simple mientras que los modelos  Pro-Link empleaban columna de triple tubo.